# Sheryl Sandberg
Sheryl Kara Sandberg (Washington, D.C., 28 de agosto de 1969) é uma executiva de tecnologia americana, filantropa e escritora. Sandberg atuou como diretora de operações (COO) da Meta Platforms, posição da qual ela se afastou em agosto de 2022. Ela também é fundadora da LeanIn.Org. Em 2008, ela se tornou COO do Facebook, tornando-se a segunda funcionária de maior cargo da empresa. Em junho de 2012, ela foi eleita para o conselho de administração do Facebook, tornando-se a primeira mulher a servir no conselho. Como chefe do negócio de publicidade da empresa, Sandberg foi creditada por tornar a empresa lucrativa. Antes de ingressar no Facebook como COO, Sandberg foi vice-presidente de vendas e operações globais online da Google e esteve envolvida em sua divisão filantrópica Google.org. Antes disso, Sandberg atuou como assistente de pesquisa de Lawrence Summers no World Bank, e subsequentemente como sua chefe de gabinete quando ele era Secretário do Tesouro dos Estados Unidos de Bill Clinton.
Em 2012, ela foi nomeada na lista Time 100, uma lista anual das pessoas mais influentes do mundo. Na lista de bilionários de 2021 da Forbes Magazine, Sandberg é relatada como tendo um patrimônio líquido de US$1,7 bilhão, devido às suas participações em ações no Facebook e em outras empresas. Em 2022, ela anunciou que deixaria o cargo de COO da Meta no outono, mas permaneceria no conselho da empresa.

## Primeiros anos e educação
Sandberg nasceu em 1969 em Washington, D.C., em uma família judia, filha de Adele (nascida Einhorn) e Joel Sandberg, e a mais velha de três filhos. Seu pai é um oftalmologista, e sua mãe, cujos avós imigraram da Bielorrússia, era professora universitária de francês.
Sua família se mudou para North Miami Beach, Flórida, quando ela tinha dois anos. Ela frequentou a North Miami Beach High School, da qual se formou em 1987, classificada em nono lugar em sua turma. Ela foi presidente da turma do segundo ano, tornou-se membro da National Honor Society e fez parte da diretoria executiva da turma sênior. Sandberg deu aulas de aeróbica na década de 1980 enquanto estava no ensino médio.
Em 1987, Sandberg se matriculou na Harvard College. Ela se formou em 1991 summa cum laude e Phi Beta Kappa com um diploma de Bacharel em economia e recebeu o Prêmio John H. Williams pelo melhor aluno formado em economia. Enquanto estava em Harvard, ela co-fundou uma organização chamada Mulheres em Economia e Governo. Ela também conheceu o professor Lawrence Summers, que se tornou seu mentor e orientador de tese. Summers a recrutou para ser sua assistente de pesquisa no World Bank, onde ela trabalhou por aproximadamente um ano em projetos de saúde na Índia lidando com hanseníase, AIDS e cegueira.
Em 1993, ela se matriculou na Harvard Business School e em 1995 ela obteve seu MBA, formando-se com a maior distinção. Em seu primeiro ano na escola de negócios, ela recebeu uma bolsa de estudos.

### Início da carreira
Após se formar na escola de negócios na primavera de 1995, Sandberg trabalhou como consultora de gestão na McKinsey & Company por aproximadamente um ano (1995–1996). De 1996 a 2001, ela novamente trabalhou para Lawrence Summers, que na época era o United States Secretary of the Treasury sob o presidente Bill Clinton, como sua chefe de gabinete. Sandberg auxiliou o Tesouro na questão do perdão da dívida no mundo em desenvolvimento durante a Crise financeira asiática.
Mais tarde, ingressou no Google em 2001, onde foi responsável pelas vendas online dos produtos de publicidade e editoração do Google, bem como pelas operações de vendas dos produtos ao consumidor do Google e do Google Book Search. Durante seu tempo no Google, ela expandiu a equipe de vendas e publicidade de quatro pessoas para 4.000.

### Facebook / Meta Platforms

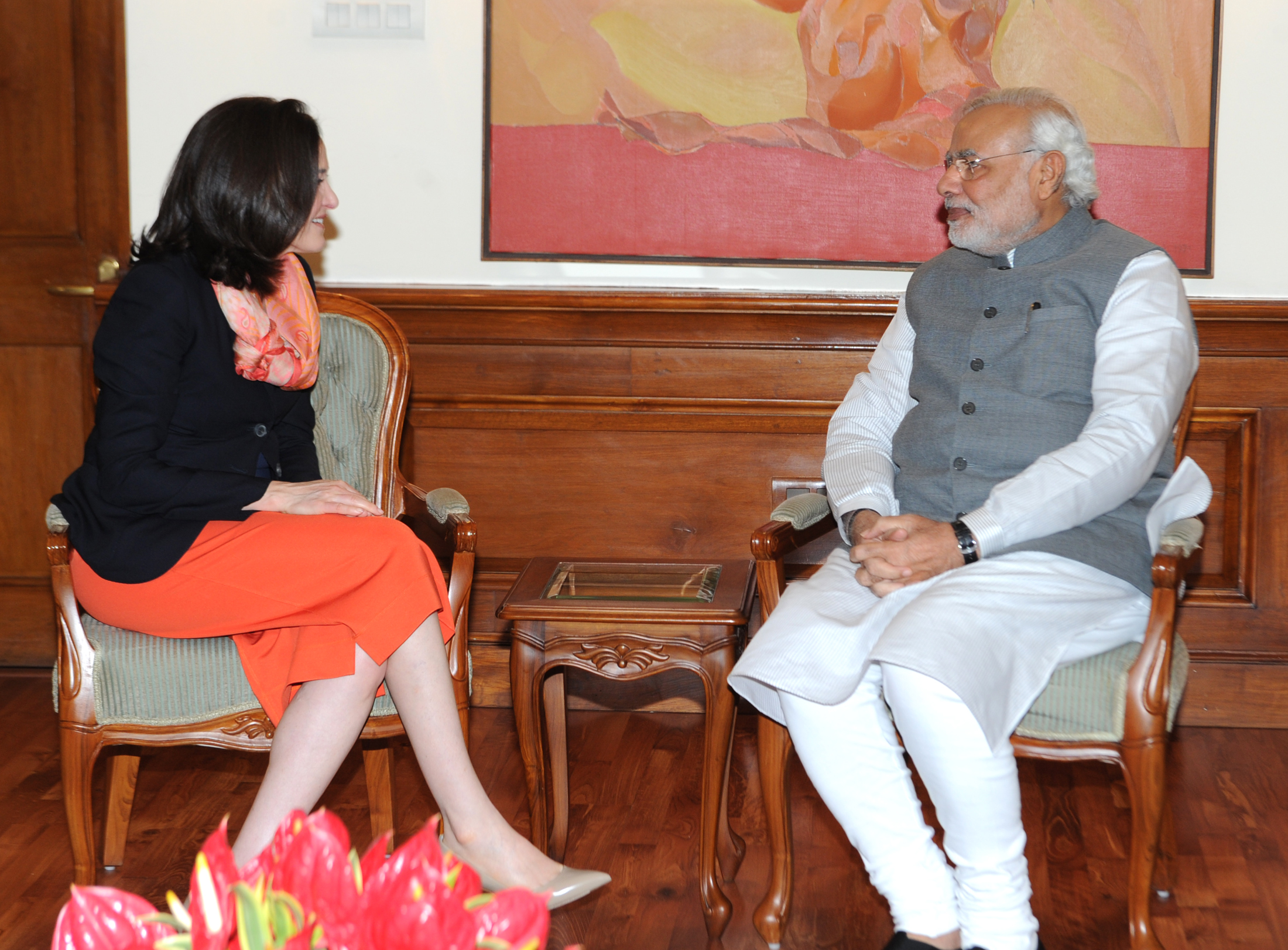
Sandberg com o primeiro-ministro indiano Narendra Modi em Nova Deli, 2014

No final de 2007, Mark Zuckerberg, co-fundador e CEO do Facebook, conheceu Sandberg em uma festa de Natal organizada por Dan Rosensweig. Zuckerberg não tinha uma busca formal por um diretor de operações (COO), mas considerou Sandberg "a combinação perfeita" para esse cargo. Em março de 2008, o Facebook anunciou a contratação de Sandberg para o cargo de COO e sua saída do Google.
Após ingressar na empresa, Sandberg começou rapidamente a tentar descobrir como tornar o Facebook lucrativo. Antes de sua chegada, a empresa estava "principalmente interessada em construir um site realmente legal; eles assumiram que os lucros viriam depois." Até a primavera seguinte, a liderança do Facebook havia concordado em depender da publicidade, "com os anúncios sendo apresentados de forma discreta"; em 2010, o Facebook se tornou lucrativo. Segundo o Facebook, ela supervisiona as operações de negócios da empresa, incluindo vendas, marketing, desenvolvimento de negócios, recursos humanos, política pública e comunicação.
Em 2012, ela se tornou a oitava membro (e a primeira mulher) do conselho de diretores do Facebook.
Em abril de 2014, foi relatado que Sandberg havia vendido mais da metade de suas ações no Facebook desde que a empresa foi a público. Na época do IPO do Facebook, ela detinha aproximadamente 41 milhões de ações na empresa; após várias rodadas de vendas, ela ficou com cerca de 17,2 milhões de ações, correspondendo a uma participação de 0,5% na empresa, avaliada em cerca de US$ 1 bilhão.
The New York Times publicou um relatório em 2018 detalhando o papel de Sandberg no gerenciamento das relações públicas do Facebook após as revelações de interferência russa nas eleições dos Estados Unidos de 2016 e seu Escândalo de dados da Cambridge Analytica. De acordo com o The Wall Street Journal, durante uma reunião, Zuckerberg culpou pessoalmente Sandberg pelo resultado do escândalo, e Sandberg "confidenciou a amigos que a troca a abalou, e ela se perguntou se deveria se preocupar com seu emprego."
Em 29 de novembro de 2018, The New York Times relatou que Sandberg havia pedido pessoalmente à equipe de comunicações do Facebook para conduzir pesquisas sobre as finanças de George Soros dias depois que Soros criticou publicamente empresas de tecnologia, incluindo o Facebook, no Fórum Econômico Mundial. Em comunicado, o Facebook afirmou que a pesquisa sobre Soros "já estava em andamento quando Sheryl [Sandberg] enviou um e-mail perguntando se o Sr. Soros havia vendido a descoberto as ações do Facebook."
Em 1 de junho de 2022, Sandberg anunciou que deixaria a Meta como COO no outono de 2022, mas permaneceria no conselho de diretores. Ao explicar sua decisão de sair, Sandberg declarou que "é hora de escrever o próximo capítulo da minha vida."

## Conselhos
Em 2009, Sandberg foi nomeada para o conselho da The Walt Disney Company. Ela também faz parte dos conselhos da Women for Women International, do Centro para o Desenvolvimento Global e do V-Day. Anteriormente, ela foi membro do conselho da Starbucks, da Brookings Institution e do Ad Council.

## Outros trabalhos e empreendimentos
Em 2008, Sandberg escreveu um artigo para o The Huffington Post em apoio ao seu mentor, Larry Summers, que estava sendo criticado por seus comentários sobre mulheres. Ela foi palestrante principal no Business Leadership Council da Jewish Community Federation em 2010. Em dezembro de 2010, ela fez um discurso TED intitulado "Por que temos poucas líderes mulheres". Em maio de 2011, ela fez o Discurso de Formatura na cerimônia de graduação do Barnard College. Ela falou como palestrante principal na cerimônia do Dia da Classe na Harvard Business School em maio de 2012. Em abril de 2013, ela foi a palestrante principal durante o segundo fim de semana anual de empreendedorismo na Universidade Colgate, em Hamilton, Nova Iorque. Em 2015, ela assinou uma carta aberta que a ONE Campaign havia coletado assinaturas; a carta foi dirigida a Angela Merkel e Nkosazana Dlamini-Zuma, instando-as a focar nas mulheres enquanto lideram o G7 na Alemanha e a União Africana na África do Sul, respectivamente, o que começaria a definir as prioridades no financiamento para o desenvolvimento antes de uma cúpula principal da ONU em setembro de 2015 que estabeleceria novos objetivos de desenvolvimento para a geração. Em 2016, ela fez o Discurso de Formatura na cerimônia de graduação da Universidade da Califórnia, Berkeley. Foi a primeira vez que ela falou publicamente sobre a morte de seu marido e enfatizou a importância da resiliência. No ano seguinte, ela fez o Discurso de Formatura para a turma de 2017 da Virginia Tech. Em 8 de junho de 2018, ela fez o Discurso de Formatura para o Massachusetts Institute of Technology em Cambridge, MA. E ela foi membro do conselho consultivo da Peter G. Peterson Foundation.

### Lean In
Sandberg lançou seu primeiro livro, Lean In: Women, Work, and the Will to Lead, co-autorado por Nell Scovell e publicado pela Knopf em 11 de março de 2013.
O livro trata de liderança empresarial e desenvolvimento, questões relacionadas à falta de mulheres em cargos de liderança governamental e empresarial, e feminismo. Até o outono de 2013, o livro havia vendido mais de um milhão de cópias e estava no topo das listas de best-sellers desde o seu lançamento.
Lean In é destinado a mulheres profissionais para ajudá-las a alcançar seus objetivos de carreira e a homens que desejam contribuir para uma sociedade mais equitativa. O livro argumenta que ainda existem barreiras que impedem as mulheres de assumir cargos de liderança no local de trabalho, como discriminação, sexismo flagrante e sutil e assédio sexual. Sandberg afirma que também existem barreiras que as mulheres criam para si mesmas ao internalizar a discriminação sistemática e os papéis de gênero da sociedade. Sandberg argumenta que, para que ocorra uma mudança, as mulheres precisam superar essas barreiras sociais e pessoais, buscando e alcançando cargos de liderança. O objetivo final é incentivar as mulheres a assumir posições de liderança, porque ela acredita que, ao ter mais vozes femininas em posições de poder, serão criadas oportunidades mais equitativas para todos.
Um mundo verdadeiramente igual seria aquele em que as mulheres governassem metade de nossos países e empresas e os homens governassem metade de nossas casas.
A crítica ao livro inclui a alegação de que Sandberg é "muito elitista" e outra de que ela é "desconectada" dos problemas enfrentados pela mulher comum no local de trabalho. A autora Marissa Orr, ex-funcionária do Facebook, argumenta em "Lean Out" que as mulheres não devem ter que imitar os homens e que a sociedade precisa se adaptar às questões das mulheres. Por exemplo, o livro foi criticado por ignorar as dificuldades das mães que podem não ser capazes de "se destacar". Sandberg menciona essas questões na introdução de seu livro, afirmando que está "profundamente ciente de que a grande maioria das mulheres está lutando para chegar ao fim do mês e cuidar de suas famílias" e que sua intenção era "oferecer conselhos que teriam sido úteis muito antes de eu ter ouvido falar do Google ou do Facebook." Além disso, após o Escândalo de dados Facebook–Cambridge Analytica, a disposição de Sandberg em realmente "se destacar" foi questionada. "Ela não está realmente se destacando", disse McNamee, fazendo referência ao livro amplamente lido de Sandberg publicado cinco anos atrás. "Se houve um momento para ela se destacar, este é o momento."
Em seu livro, ela sugere que outras mulheres enfrentem desafios de cabeça erguida.
... estamos deixando de incentivar as mulheres a aspirar à liderança. É hora de aplaudir as meninas e mulheres que querem sentar à mesa, buscar desafios e se destacar em suas carreiras.
Em vez disso, ela tem sido percebida como uma COO que evita se envolver nessa crise.
"Sandberg, a arquiteta do modelo de negócios que agora está sob tanta escrutinação, permaneceu em silêncio em público." Em seu livro, ela reconhece aqueles que enfrentam crises:
Tenho o maior respeito por pessoas que prestam ajuda prática a quem está em crise. É o trabalho mais difícil do mundo.

### Option B
Sandberg lançou seu segundo livro, Option B, em abril de 2017. Option B é co-autorado por Adam Grant, um professor da Wharton School da Universidade da Pensilvânia. O livro enfatiza o luto e a resiliência psicológica diante dos desafios da vida. Ele oferece dicas práticas para criar resiliência na família e na comunidade. Foram vendidas 2,75 milhões de cópias desde a publicação.

### Ban Bossy
Em março de 2014, Sandberg e a Lean In patrocinaram a campanha Ban Bossy, uma campanha de televisão e mídia social projetada para desencorajar o uso da palavra mandona devido ao seu efeito prejudicial percebido em meninas jovens. Vários vídeos com porta-vozes, incluindo Beyoncé, Jennifer Garner e Condoleezza Rice, entre outros, foram produzidos, juntamente com um site que fornece material de treinamento escolar, dicas de liderança e um formulário de compromisso online no qual os visitantes podem prometer não usar a palavra.

### Fundação da Família Sheryl Sandberg & Dave Goldberg
Em novembro de 2016, Sandberg renomeou sua Fundação Lean In para Fundação da Família Sheryl Sandberg & Dave Goldberg, em homenagem a ela mesma e ao falecido marido. Esta nova fundação serve como guarda-chuva para a LeanIn.Org e uma nova organização em torno de seu livro Option B. Sandberg também transferiu cerca de $100.000.000 em ações do Facebook para financiar a fundação e outras atividades filantrópicas.

## Vida pessoal
Sandberg casou-se com Brian Kraff em 1993 e se divorciou um ano depois. Em 2004, ela se casou com Dave Goldberg, na época um executivo da Yahoo! e posteriormente CEO da SurveyMonkey. O casal tem um filho e uma filha.
Sandberg e Goldberg frequentemente discutiam sobre ter um casamento com divisão de renda e responsabilidades parentais compartilhadas. Sandberg também levantou a questão de que a criação de filhos solteiros entra em conflito com o desenvolvimento profissional e econômico nos Estados Unidos.
Em 1 de maio de 2015, Dave Goldberg morreu inesperadamente, e sua morte foi originalmente relatada como resultante de uma lesão na cabeça ao cair de uma esteira enquanto o casal estava de férias no México. No entanto, uma autópsia posterior sugeriu que a causa da morte foi uma arritmia cardíaca, conforme confirmado por Sandberg em uma entrevista.
Sandberg namorou o CEO da Activision Blizzard, Bobby Kotick, de 2016 a 2019. De acordo com um relatório de 21 de abril de 2022 do The Wall Street Journal, Sandberg fez parte de uma campanha coordenada para impedir o Daily Mail de publicar uma história sobre uma ordem de restrição temporária contra Kotick por uma ex-namorada em 2014. Na época do relatório do The Journal, a empresa de Kotick estava enfrentando processos judiciais por alegações de misconduct sexual generalizado, das quais Kotick próprio era alegado ter participado. Essas campanhas ocorreram primeiro em 2016 (quando Sandberg e Kotick começaram a namorar) e novamente em 2019 (ano em que terminaram). The Journal afirmou que o Facebook estava revisando se Sandberg violou as regras da empresa.
Em 3 de fevereiro de 2020, ela anunciou seu noivado no Facebook com o CEO da Kelton Global, Tom Bernthal. Eles se casaram em agosto de 2022. Bernthal tem três filhos e Sandberg tem dois, e eles vivem juntos em Menlo Park, Califórnia.

### Política
Sandberg apoiou Hillary Clinton na eleição presidencial de 2016 nos Estados Unidos. Ela recusou endossar Elizabeth Warren, uma crítica contundente do Facebook, várias vezes durante as primárias presidenciais do Partido Democrata em 2020, embora tenha afirmado: "Imagino que apoiarei um candidato democrata" em vez do incumbente Donald Trump.

## Honrarias
- Sandberg foi classificada como uma das 50 "Mulheres Mais Poderosas nos Negócios" pela revista Fortune:
  - Em 2007, foi classificada como a No. 29 e foi a mulher mais jovem da lista.[87]
  - Em 2008, foi classificada como a No. 34.[88]
  - Em 2009, foi classificada como a No. 22.[89]
  - Em 2010, foi classificada como a No. 16.[90]
  - Em 2014, foi classificada como a No. 10.[91]
  - Em 2016, foi classificada como a No. 6.[92]
  - Em 2017, foi classificada como a No. 5.[93]
  - Em 2018, foi classificada como a No. 6.[94]
- Na lista das 50 "Mulheres para Observar" do The Wall Street Journal.
  - Foi classificada como a No. 19 nessa lista em 2007.[95]
  - Foi classificada como a No. 21 nessa lista em 2008.[96]
- Sandberg foi nomeada uma das "25 Pessoas Mais Influentes na Web" pela Business Week em 2009.[97]
- Foi listada como uma das 100 mulheres mais poderosas do mundo pela Forbes.[98] Em 2014, Sandberg foi a No. 9, logo atrás de Michelle Obama,[99] No. 4 em 2017,[100] e No. 36 em 2021.[101]
- Em 2012, a Newsweek e o The Daily Beast divulgaram seu primeiro "Digital Power Index", uma lista das 100 pessoas mais significativas no mundo digital naquele ano (mais 10 vencedores adicionais do "Lifetime Achievement"), e foi classificada como a No. 3 na categoria "Evangelistas".[102]
- Em 2012, foi nomeada no Time 100, uma lista anual das 100 pessoas mais influentes do mundo montada pelo Time.[6]
- Lean In foi pré-selecionado para o Prêmio de Livro de Negócios do Ano do Financial Times e Goldman Sachs (2013).[103]
- Em 2013, foi classificada em 8º lugar na lista "As 50 Pessoas Mais Influentes do Mundo" realizada pelo The Jerusalem Post.[104]

## Livros
- Lean In: Women, Work, and the Will to Lead. Knopf. 2013. ISBN 978-0385349949
- Escrito com Adam Grant: Option B: Facing Adversity, Building Resilience and Finding Joy. Knopf. 2017. ISBN 978-1524732684[105]